# Grigorij Leplewski
Grigorij Moisiejewicz Leplewski (ros. Григорий Моисеевич Леплевский, ur. 1 maja 1889 w Brześciu, zm. 29 lipca 1938 w Moskwie) – członek Kolegium NKWD RFSRR, zastępca prokuratora generalnego ZSRR (1934-1938).

## Życiorys
W latach 1905–1909 członek Bundu, w 1915 ukończył studia na Wydziale Ekonomicznym Instytutu Kijowskiego, w marcu 1917 wstąpił do SDPRR(b). Od maja 1917 członek Poleskiego Komitetu SDPRR(b), od października 1917 przewodniczący gubernialnego komitetu wykonawczego w Homlu, od marca 1918 zastępca przewodniczącego gubernialnego komitetu wykonawczego i Rady Miejskiej w Samarze, od maja 1920 kierownik Wydziału Organizacyjno-Instruktorskiego NKWD RFSRR, później członek Kolegium NKWD RFSRR, p.o. zastępca ludowego komisarza spraw wewnętrznych RFSRR, równocześnie w latach 1921-1923 członek, później przewodniczący Małej Rady Komisarzy Ludowych RFSRR. Od 1923 przewodniczący Komisji Administracyjno-Finansowej Rady Komisarzy Ludowych RFSRR, w latach 1934-1938 zastępca prokuratora generalnego ZSRR.
10 marca 1938 aresztowany, 29 lipca 1938 skazany przez Kolegium Wojskowe Sądu Najwyższego ZSRR na śmierć "za przynależność do kontrrewolucyjnej organizacji terrorystycznej" i rozstrzelany. 3 grudnia 1957 pośmiertnie zrehabilitowany.